# Iwan Wiktorowitsch Temnikow
Iwan Wiktorowitsch Temnikow (russisch Иван Викторович Темников; * 28. Januar 1989 in Bratsk) ist ein russischer Fußballspieler.

## Karriere

### Verein
Temnikow begann seine Karriere bei Sibirjak Bratsk. Zur Saison 2003 wechselte er zu Master-Saturn Jegorjewsk. Zur Saison 2005 kam er in die Jugend von Saturn Ramenskoje. Im September 2006 spielte er im Cup erstmals für die Profis Saturns. Im Juli 2007 gab er gegen Lutsch-Energija Wladiwostok sein Debüt in der Premjer-Liga. Bis zum Ende der Saison 2007 kam er zu zwei Einsätzen. In der Saison 2008 blieb er ohne Ligaeinsatz, in der Saison 2009 spielte er dreimal.
Zur Saison 2010 wurde Temnikow an den Zweitligisten Ural Jekaterinburg verliehen. Für Ural kam er während der Leihe zu 26 Einsätzen in der Perwenstwo FNL. Nach dem Ende der Leihe kehrte der Verteidiger nicht mehr nach Jekaterinburg zurück, sondern wechselte zur Saison 2011/12 fest zum Zweitligisten Dynamo Brjansk. Für Brjansk kam er zu 45 Zweitligaeinsätzen, ehe Dynamo nach Saisonende aus der FNL ausgeschlossen wurde.
Daraufhin wechselte Temnikow zur Saison 2012/13 zum Erstligisten Rubin Kasan. In Kasan spielte er aber keine Rolle und kam nur zu einem Einsatz. Zur Saison 2013/14 wurde er innerhalb der Liga an Terek Grosny verliehen. Für die Tschetschenen spielte er elfmal. Zur Saison 2014/15 kehrte er nicht mehr nach Kasan zurück, sondern schloss sich fest dem Zweitligisten Tom Tomsk an. In seiner ersten Spielzeit im Tomsk kam er zu 29 Zweitligaeinsätzen, in der Saison 2015/16 spielte er 35 Mal in der FNL. Am Ende jener Spielzeit stieg der Klub in die Premjer-Liga auf.
Den Aufstieg machte Temnikow allerdings nicht mit, er wechselte zur Saison 2016/17 zum Zweitligisten FK Dynamo Moskau. Für Dynamo kam der Außenverteidiger zu 31 Einsätzen, in denen er siebenmal traf. Auch mit Dynamo stieg er in die Premjer-Liga auf. In der Saison 2017/18 absolvierte er 19 Partien im Oberhaus, in der Saison 2018/19 kam er nur noch fünfmal zum Zug. Zur Saison 2019/20 schloss er sich dann dem Zweitligisten FK Nischni Nowgorod an. Bis zum COVID-bedingten Saisonabbruch kam er 2019/20 zu 20 Zweitligaeinsätzen. In der Saison 2020/21 spielte er 32 Mal in der FNL, mit Nischni Nowgorod stieg er ebenfalls in die höchste Spielklasse auf.
Daraufhin wechselte Temnikow zur Saison 2021/22 allerdings zum Zweitligisten Torpedo Moskau. Für den Hauptstadtklub machte er 30 Zweitligaspiele, mit Torpedo gelang ihm sein persönlich vierter Erstligaaufstieg. Nach vier Einsätzen in der Premjer-Liga zu Beginn der Saison 2022/23 wechselte er im September 2022 allerdings zum Zweitligisten FK Ufa.

### Nationalmannschaft
Temnikow spielte 2010 zweimal im russischen U-21-Team. Im August 2012 kam er zu einem Einsatz für die B-Nationalmannschaft.